# Ganesha

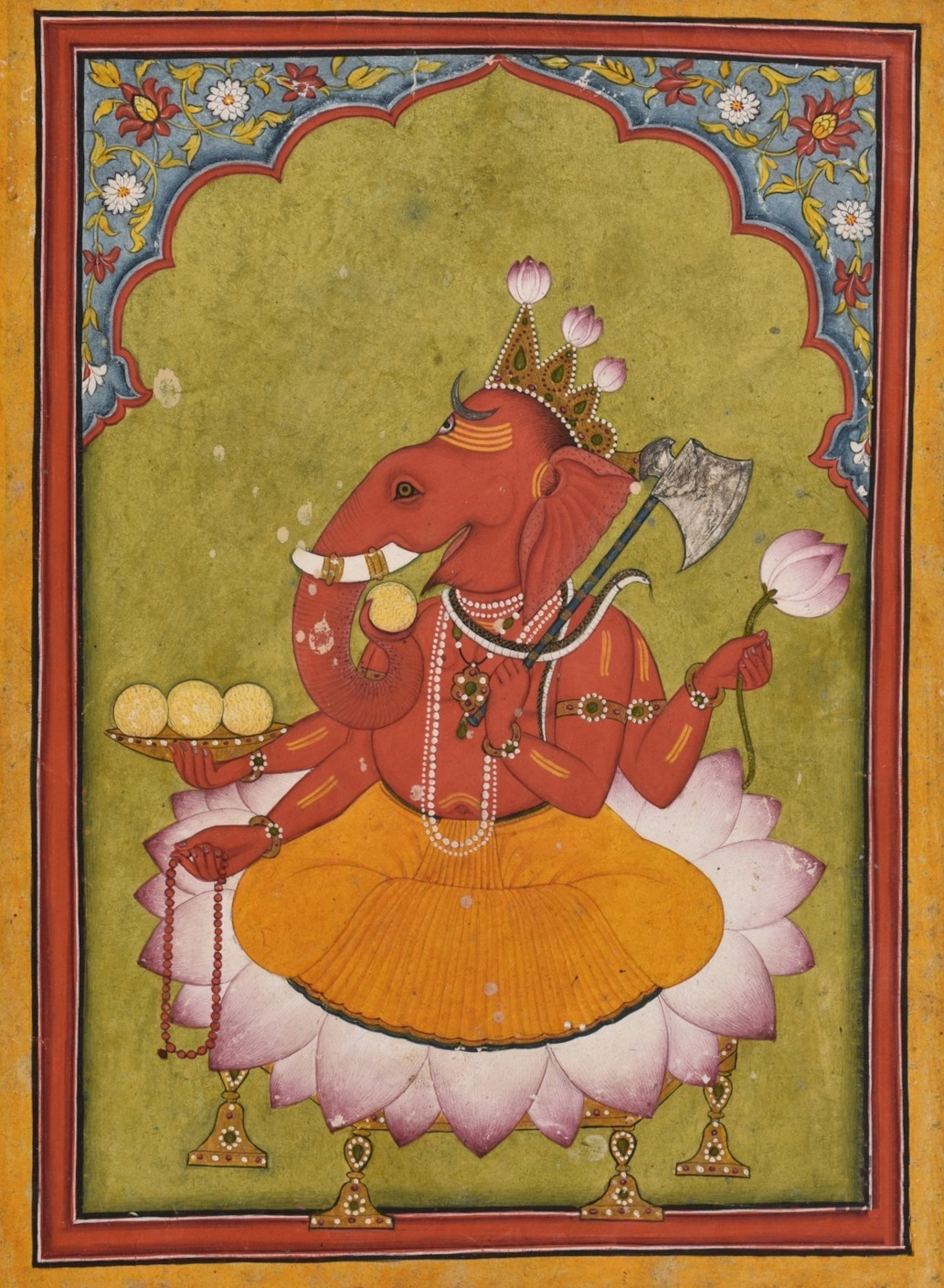
Basohli miniatuur, circa 1730, National

Ganesha (ook wel Ganesh, Ganapati Tantra, Ekadanta of Vinayaka) is in het pantheon van het hindoeïsme de deva met het olifantenhoofd. Hij is de god van kennis en wijsheid, neemt hindernissen weg en is de beschermheilige van reizigers. Zijn vahana, voertuig, is een muis of een rat genaamd Mashika. De hindoes bidden tot Ganesha voor ze aan iets nieuws beginnen, zoals een nieuwe baan of wanneer ze verhuizen. Ganesha is de zoon van de god Shiva en de godin Parvati, die eigenlijk tezamen in de kosmogonie van het hindoeïsme symbool staan voor de eenheid van alles. Daarbij staat Shiva voor het subjectieve bewuste en Parvati voor het energetische materiële. Een beeld van hem staat vaak op splitsingen van wegen in India, zodat hij de reizigers kan helpen als ze een keuze moeten maken en een nieuwe weg inslaan. Ganesha staat altijd aan het begin van iets, een eerste impuls.

## Betekenis
De naam Ganesha komt van de Sanskrietwoorden gana (=groep/menigte) en ish (=god) en betekent dus 'god van de menigte'.

## Geboorte en Verlies van hoofd

### Shiva en Matsya Purana
De ouders van Ganesha, Shiva en Parvati, leefden in een paleis op de berg Kailash. Volgens de Shiva Purana hechtte Parvati aan haar privacy als zij zich baadde in de badkamer. Toch kwam Shiva soms onverwachts binnen. Daarop stelde Parvati een wachter aan om iedereen buiten de badkamer te houden als zij zich daar baadde. Maar de wachter kon Shiva niet tegenhouden; hij was te zwak. Daarom boetseerde Parvati volgens de Matsya Purana uit zeepresten en haar eigen huidcellen een poppetje. Ze bracht met haar levenschenkende krachten het poppetje tot leven; de geboorte van haar zoon Ganesha. Die zoon begiftigde ze, met alle machten en krachten vanuit haar goddelijke wezen. Ganesha is dus een zoon, niet geboren uit de vleselijke gemeenschap van Shiva en Parvati, maar een mythische emanatie (uitvloeiing) uitsluitend van Parvati; een goddelijke zoon die rechtstreeks vanuit de wil, het bewustzijn en het lichaam van Parvati is voortgekomen. Parvati gaf haar zoon opdracht niemand tot het paleis toe te laten als zij zich baadde.
Toen Shiva thuiskwam en zijn eigen paleis wilde betreden, werd hem de weg versperd door Ganesha. Hij wist niet dat deze zijn zoon was. Toen bleek dat Ganesha na lange tijd niet in een gevecht te overwinnen was, wist Shiva met behulp van zijn halfgoden en een list, Ganesha te onthoofden. Parvati voelde dat onmiddellijk en met haar verschijnen bij de ingang van het paleis werd het Shiva duidelijk dat hij zijn eigen zoon had gedood. Een ruzie tussen Shiva en Parvati ontstond die escaleerde tot een algehele verschrikkelijke oorlog tussen de goden en de godinnen.
Uiteindelijk wist een heilige bemiddelaar, Narada, de vrede te herstellen. Narada, die niet echt mannelijk of vrouwelijk te noemen is, is een zeer vroege emanatie van de scheppergod Brahma nog voordat Hij het verschil tussen man en vrouw had doen ontstaan. Hij heeft toegang tot alle bestaande werelden. (Narada staat symbool voor devotie.) Toen de vrede was gesloten, beval Shiva zijn dienaren om hem het hoofd of de kop te brengen van het eerste het beste levende wezen dat ze tegen zouden komen; zij keerden terug met de afgehakte kop van een olifant (Airavata). Shiva bevestigde de olifantenkop op het levenloze lichaam van zijn zoon, die terug tot leven kwam en de geschiedenis zou ingaan als de halfgod met de olifantenkop. Alle goden en godinnen zegenden Ganesha.

### Brahmavaivarta Purana
Volgens de Brahmavaivarta Purana vereerde Parvati Vishnu (Hari), met hulp van Sanat Kumara volgens de rite van Panyakavrata, aan de oever van de Ganges om een kind te krijgen. Krishna (een gedaante van Vishnu), de heer van Goloka, verscheen als haar zoon. De goden brachten een bezoek om het pasgeboren kind te zien. Sani, de planeet Saturnus, was door zijn vrouw vervloekt, omdat hij haar had verwaarloosd door zijn langdurige meditatie op Vishnu: Sani zou diegene vernietigen waarop hij zijn blik wierp. Toch stond Parvati toe dat hij even naar Ganesha keek. Toen Ganesha zijn hoofd door de blik van Sani verloor, verloor Parvati het bewustzijn. Vishnu vloog op Garoeda naar de rivier Pushpabhadra en nam het hoofd van een slapende olifant. Het was het hoofd van Airavata, de witte olifant van Indra. Airavata kreeg een nieuw hoofd van Vishnu. Sani liep voortaan door een vloek van Parvati mank.
Volgens een verhaal was Shiva door Kasyapa vervloekt en zou zijn zoon het hoofd verliezen. Shiva had namelijk Aditya verslagen, omdat die hem beledigd zou hebben. Toen Parasurama, de favoriete leerling van Shiva naar Kailash ging om Shiva eer te bewijzen, werd hij door Ganesha tegengehouden, omdat Shiva sliep. Parasurama sloeg Ganesha een slagtand af en daarom wordt Ganesha ook Ekadanta (Eén tand) genoemd.

### Varaha Purana
In de Varaha Purana wordt verteld dat Shiva zelf Ganesha schiep, maar dat Uma (Parvati) jaloers was op Ganesha's schoonheid en hem een olifantenhoofd en dikke buik gaf. Shiva maakte Ganesha tot leider van de Vinyaka's en Gana's.

### Skanda
In de Skanda is Ganesha door Parvati geschapen om voor de mensen obstakels op de weg te plaatsen naar de tempel van Somnath (Soma, Someswara), die naar de hemel leidt. Zo zou het in de hemel minder druk zijn en ook de zeven hellegebieden worden bevolkt.

## Kenmerken

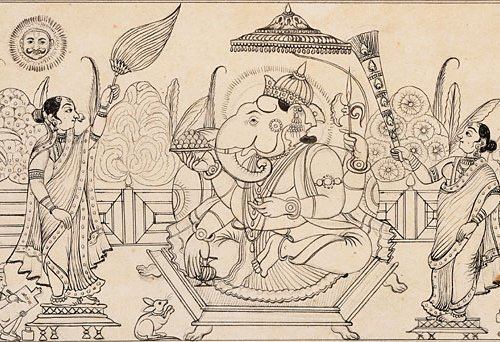
Ganesha met zijn twee vrouwen, zijn vahana zit linksvoor.

Er zijn vele verschillende voorstellingen van Ganesha, telkens met andere attributen. Hij wordt meestal afgebeeld met een dikke blote buik, vier handen, een roze-oranje (of rode) huid, rode kleding, een rat aan zijn voeten en natuurlijk een olifantenkop met één slagtand (Ekadanta). De rat (die opvallend klein is) is zijn persoonlijk vervoermiddel (vahana). Soms heeft hij tussen zijn ogen (boven zijn slurf) een symbool dat op een "3" gelijkt, het symbool voor Om of Aum: de klank (vibratie) waaruit het heelal is ontstaan.

## Schrijvergod
Ganesha zou de Mahabharata hebben opgeschreven, terwijl de wijze Vyasa hem de tekst dicteerde.  

## Ter vergelijking
Sir W. Jones vergeleek Ganesha in zijn Asiatic Researches (i 277) met de Latijnse god Janus.

## Afbeeldingen

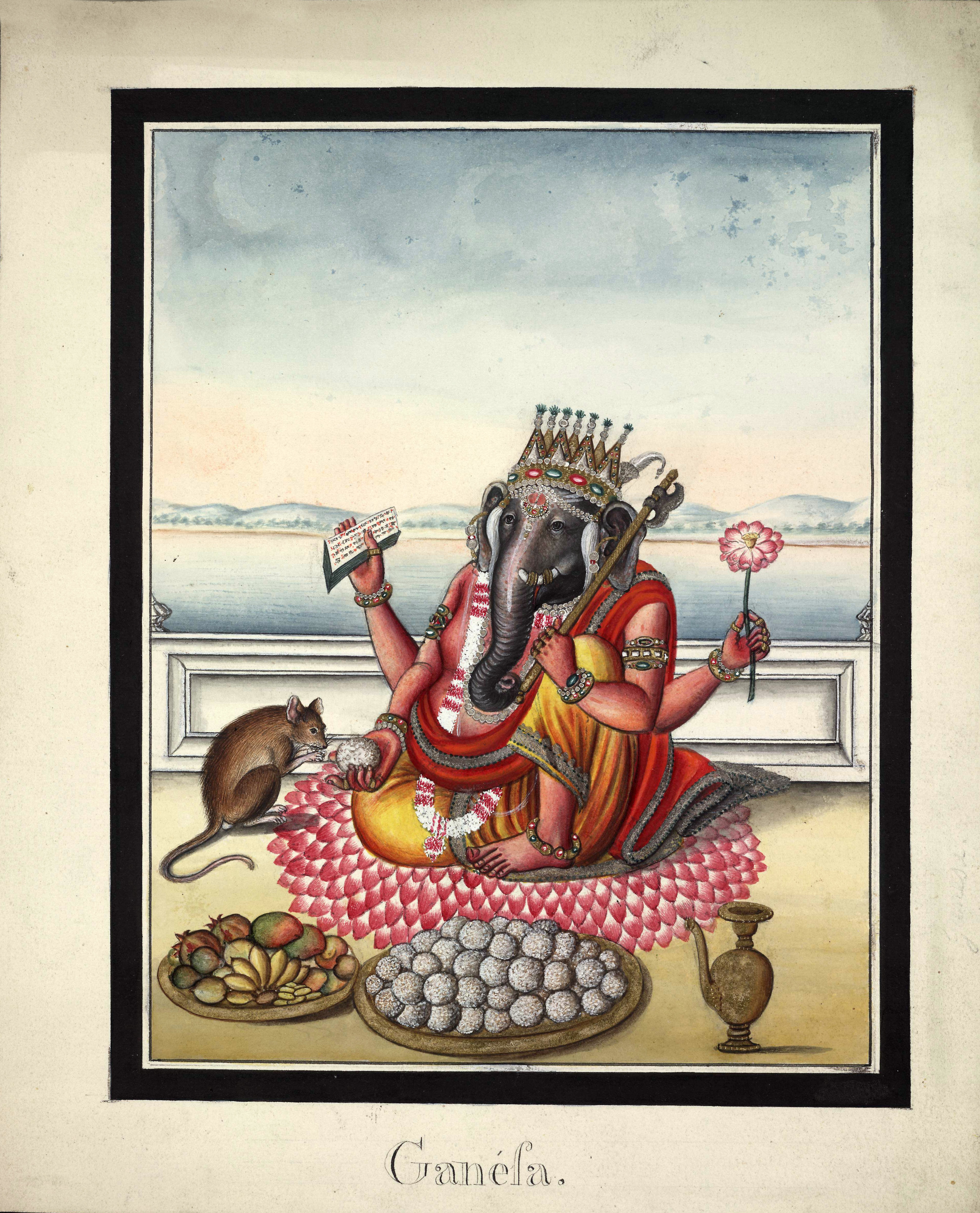
De vahana van Ganesha eet een bal laddu uit zijn hand, 19e eeuw
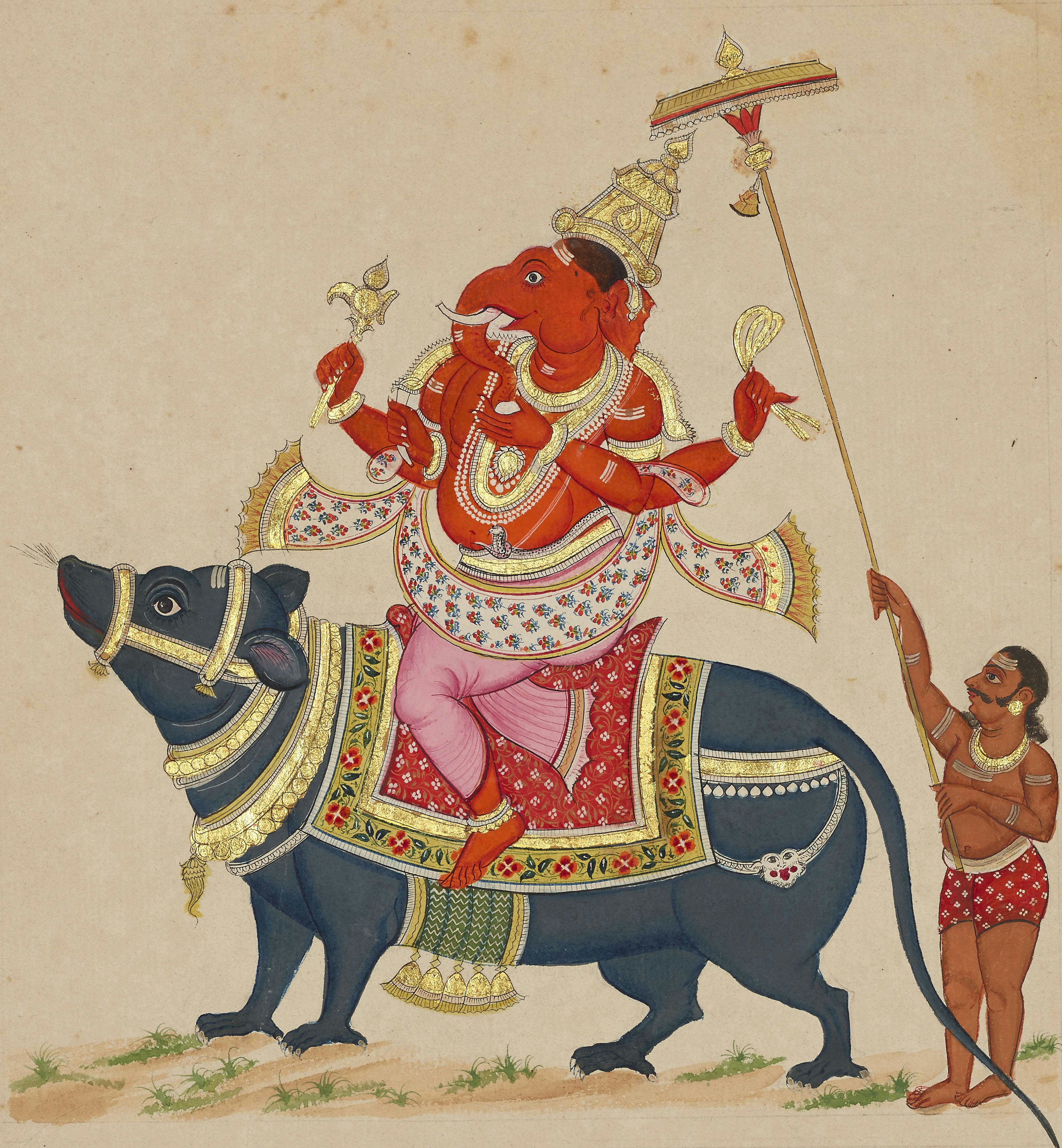
Ganesha op zijn rijdier, ca. 1820
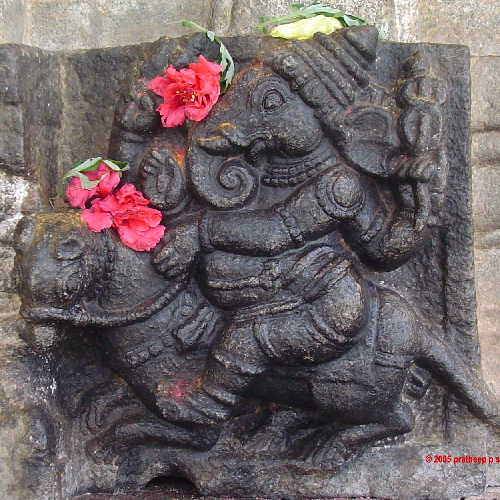
Ganesha op muis, zijn vahana
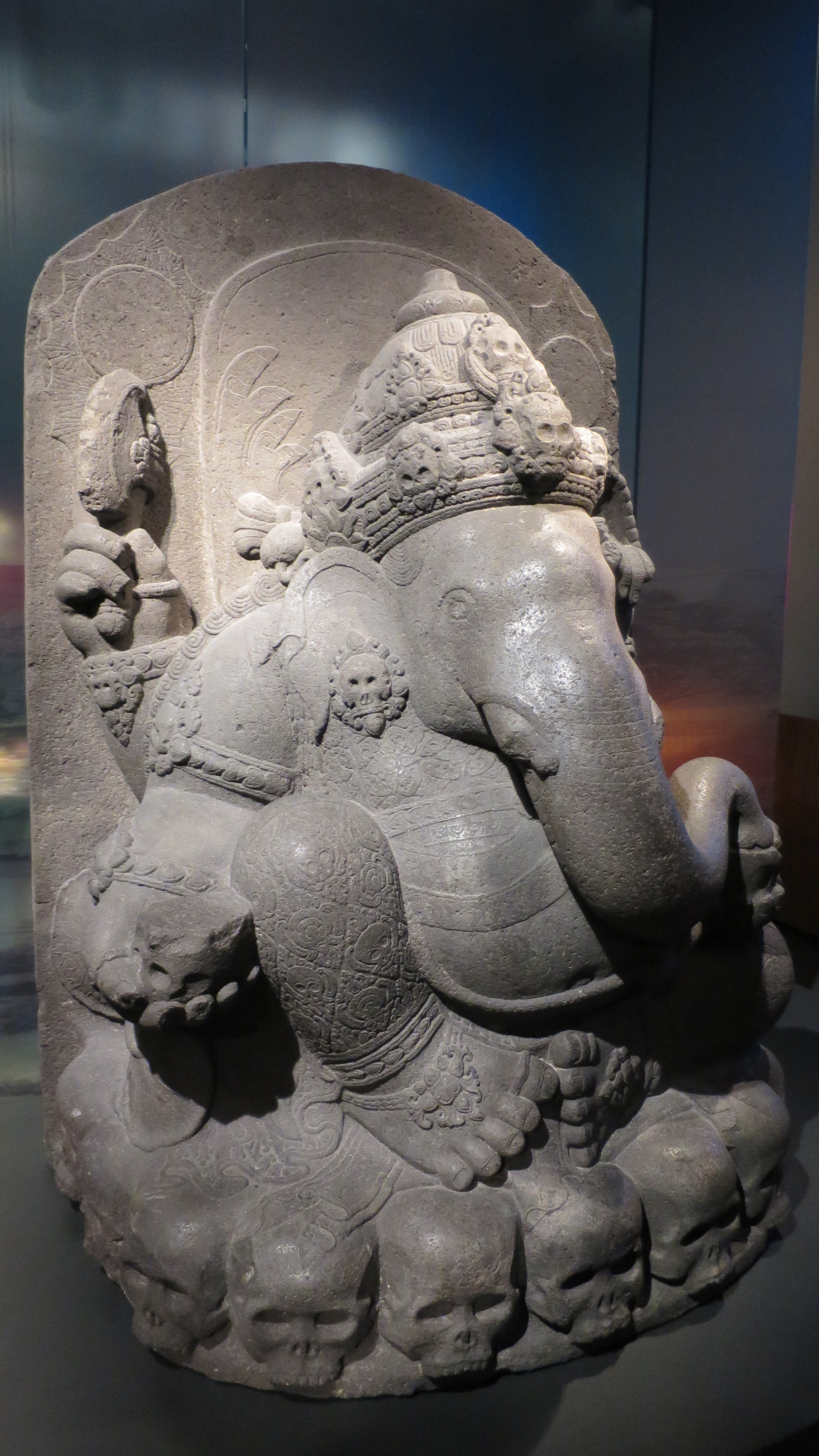
Beeld van Ganesha in het Wereldmuseum van Leiden